# Проблема Гильберта — Арнольда
Проблема Гильберта — Арнольда в теории динамических систем относится к классу задач, связанных с оценкой числа предельных циклов. В ней требуется доказать, что в типичном конечно-параметрическом семействе гладких векторных полей на сфере с компактной базой параметров число предельных циклов равномерно ограничено по всем значениям параметра. Данная проблема исторически связана с 16-й проблемой Гильберта. В настоящий момент (2009) решены только некоторые упрощенные версии проблемы Гильберта — Арнольда.

## Математический контекст и постановка задачи
Напомним один из вариантов 16-й проблемы Гильберта. Рассмотрим систему полиномиальных дифференциальных уравнений на плоскости
| {\displaystyle {\begin{cases}{\dot {x}}=P_{n}(x,y),\\{\dot {y}}=Q_{n}(x,y),\end{cases}}\quad (x,y)\in \mathbb {R} ^{2},} | (*) |

где {\displaystyle P_{n}}, {\displaystyle Q_{n}} — многочлены степени не выше {\displaystyle n}.
Числа {\displaystyle H(n)} называются числами Гильберта для предельных циклов.
Для дальнейшего, нам будет удобно перейти к компактному фазовому пространству и компактной базе параметров. Для этого мы используем приём, известный как компактификация Пуанкаре. Продолжая полиномиальное векторное поле на плоскости до аналитического поля направлений на проективной плоскости мы компактифицируем базу параметров, а затем используя центральную проекцию сферы на проективную плоскость, получаем аналитическое поле направлений на сфере (с конечным числом особых точек). Тем самым, в пространстве всех аналитических полей направлений на сфере выделяется конечно-параметрическое семейство полей с компактной базой параметров, порождаемых полиномиальными системами заданной степени. При этом экзистенциальная проблема Гильберта становится частным случаем следующей (более сильной) гипотезы:
Полиномиальные векторные поля представляют собой естественный пример конечно-параметрического семейства, и на момент постановки 16-й проблемы Гильберта это было, вероятно, единственным известным явным семейством такого рода.  Однако со временем подходы изменились, и внимание математиков стали привлекать вопросы не о конкретном семействе, а о свойствах типичных семейств из некоторого класса. В ходе работы над обзором [AAIS] (1986), В. И. Арнольд предложил рассматривать конечно-параметрические семейства гладких векторных полей и сформулировал несколько гипотез на эту тему.
Какие содержательные вопросы можно задавать о предельных циклах в типичных конечно-параметрических семействах? Очевидно, прямой аналог 16-й проблемы Гильберта в данном случае не имеет смысла: у типичной гладкой системы на сфере может быть сколь угодно большое число гиперболических предельных циклов, не разрушаемых малым шевелением, а значит спрашивать о верхней оценке на число предельных циклов в типичном семействе бессмысленно.  Однако, гладкий аналог гипотезы глобальной конечности имеет смысл. Он был сформулирован явно Ю. С. Ильяшенко [I94] и получил название проблемы Гильберта — Арнольда:
Аналитические семейства весьма сложны для изучения — например, они не допускают локальных возмущений в окрестности точки, поэтому нет оснований считать, что решение проблемы Гильберта — Арнольда само по себе позволит доказать гипотезу глобальной конечности, а с ней и 16-ю проблему Гильберта. Однако, исследователи полагают, что изучение гладких векторных полей может дать полезные идеи по поводу 16-й проблемы, а также представляет собой самостоятельную содержательную задачу.

## Локальная проблема Гильберта — Арнольда

Полицикл

Благодаря компактности базы параметров и фазового пространства, мы можем свести проблему Гильберта — Арнольда к локальной проблеме изучения бифуркаций специальных вырожденных векторных полей.  Напомним необходимые определения.
Определим «цикличность полицикла», то есть количество предельных циклов, рождающихся при его бифуркации:
Таким образом, цикличность зависит не только от векторного поля, содержащего полицикл, но и от семейства, в которое оно включается.
Определение бифуркационного числа уже не зависит от семейства, а только от размерности пространства параметров. Сформулируем локальную проблему Гильберта — Арнольда:
Из соображений компактности следует, что если в некотором семействе число предельных циклов не ограничено, то они обязаны накапливаться к какому-то полициклу, имеющему тем самым бесконечную цикличность. Таким образом, решение локальной проблемы Гильберта — Арнольда влечет за собой решение глобальной.
Локальная проблема Гильберта — Арнольда решена для {\displaystyle k=1} и {\displaystyle k=2} ({\displaystyle B(1)=1}, {\displaystyle B(2)=2}). Для {\displaystyle k=3} существует стратегия решения, но она в настоящий момент не завершена. Применение этой же стратегии для оценки {\displaystyle B(4)} представляется совершенно безнадежной задачей.  Основные результаты в этой области для произвольных {\displaystyle k} получены для упрощенной версии локальной проблемы Гильберта—Арнольда, в которой рассматриваются только полициклы, содержащие лишь элементарные особые точки.
Элементарным бифуркационным числом {\displaystyle E(k)} называется максимальная цикличность элементарного полицикла в типичном {\displaystyle k}-параметрическом семействе.